# Lutherie de Crémone
La lutherie de Crémone est un artisanat typique de Crémone (Italie). Depuis le XVIe siècle, plusieurs artisans et leurs familles pratiquent la lutherie (principalement des instruments à cordes frottées). La qualité des instruments sortis des ateliers des luthiers de Crémone est attestée dès le XVIe siècle et les musiciens recherchent les instruments crémonais depuis cette époque.

## Lutherie
Durant plusieurs dizaines d'années aux XVIe et XVIIe siècles, les luthiers crémonais innovent et perfectionnent l'art de la lutherie.

### Formes et proportions
Les instruments fabriqués à Crémone sont les héritiers directs de l'approche géométrique et de l'importance des rapports de proportionnalité qui prévalent dans les arts de l'époque. Les instruments sont en effet fabriqués selon des systèmes de proportions élaborés, souvent en lien avec les rapports qui définissent les intervalles des accords.
Sous l'impulsion des luthiers crémonais Amati, notamment Niccolò, les dimensions du violon vont être augmentées. L'objectif est alors d'augmenter la puissance sonore des instruments. Ainsi, le luthier Niccolò Amati définit la forme en grand patron.
Comparées aux tables d'harmonie des violons modernes, il apparaît que celles des violons fabriqués par Stradivari ou Guarneri sont plus fines, . Cette caractéristique permet ainsi une meilleure vibration du bois.

### Matériaux
Comme la très grande majorité de ces instruments, les violons fabriqués à Crémone utilisent deux essences de bois : l'épicéa et l'érable. Ces deux essences de bois permettent en effet d'obtenir des instruments suffisamment résistants et durables tout en offrant une densité suffisamment faible pour favoriser les vibrations du bois. De plus, ces deux essences sont présentes dans de nombreux écosystèmes européens, dont le nord de l'Italie. Toutefois, l'analyse comparative des bois d'épicéa et d'érable ayant poussé dans la région de Crémone et dans d'autres régions européennes ne montre pas de différence significative.
Malgré les années passées, les violons crémonais des XVIIe et XVIIIe siècles ne présentent pas d'altérations structurelles au niveau du bois. Tout au plus, la couleur de celui-ci est modifiée, due à l'oxydation de la lignine.

### Vernis et manipulations chimiques
Une analyse chimique du bois des Stradivarius et des Guarnerius a mis en évidence la présence d'éléments qui ne sont pas naturellement présents dans ces bois. Selon les auteurs, cet élément plaide en faveur de l'existence de traitements spécifiques du bois par les luthiers crémonais.

## Histoire

### Première moitié duXVIesiècle: l'émergence de la lutherie nord-italienne
Au début du XVIe siècle, la famille du violon sous sa forme moderne n'existe pas. Si le nom est déjà attesté dans certains documents, par exemple le terme violino en italien, celui-ci ne fait pas référence à un instrument en particulier, mais désigne de manière générique l'ensemble des instruments à cordes frottées. Ce groupe des instruments à archet comprend en effet un large nombre d'instruments. La famille de la viole de gambe domine, mais la lira da braccio ou le rebec sont fréquemment rencontrés et disposent d'un répertoire.
Par ailleurs, la production instrumentale est déjà relativement structurée, spécialisée et localisée. En effet, si les différents types d'instruments sont fabriqués dans toutes les régions, il existe des centres de fabrication reconnus pour leur maîtrise et expertise sur certains instruments précis. Pour ce qui concerne les villes italiennes, les agglomérations de Padoue, Venise ou Bologne jouissent d'une réputation établie pour la facture d'un instrument à cordes, le luth.
Contrairement à une opinion répandue qui fait du luthier crémonais Andrea Amati l'inventeur du violon moderne durant le XVIe siècle, le spécialiste Jean-Philippe Échard suggère plutôt que l'instrument apparaît en Italie du nord entre la fin du XVe et le début du XVIe siècle. À cette époque, il existe en effet un exil de plusieurs luthiers bavarois célèbres vers l'Italie du nord, notamment la région de Bologne. Plusieurs documents attestent d'ailleurs la présence de facteurs d'instruments reconnus dans les régions de Brescia ou Venise. Passé la première moitié du XVIe siècle, différentes sources attestent de l'apparition est du développement du violon moderne. L'instrument est caractérisé par ses quatre cordes, l'assemblage et le collage des pièces et l'adoption d'une forme globale permettant aux musiciens davantage de libertés dans leurs mouvements (augmentation des échancrures médianes, les « C », afin de favoriser l'amplitude des mouvements d'archet par exemple).

### Seconde moitié duXVIesiècleet première duXVIIesiècle: la renommée des Amati
Au cours du XVIe siècle, Andrea Amati fonde la première lutherie à Crémone,. Si relativement peu d'éléments concernant son travail sont connus aujourd'hui, la présence de plusieurs de ses instruments dans des collections royales confirme la réputation acquise par le luthier crémonais auprès des nobles et bourgeois de son époque.
À sa mort, ses deux fils Antonio et Girolamo Amati reprennent l'activité familiale en 1577,. En 1588, les deux frères cessent leur activité commune : Girolamo poursuit seul l'activité familiale pendant qu'Antonio s'établit à son compte. Après le décès de son père Girolamo en 1630, Niccolò Amati perpétue l'activité familiale.
Jusqu'à sa mort en 1680, Niccolò Amati exerce la lutherie et donne un nouvel élan à cet artisanat. Tout d'abord, il innove et structure la fabrication des instruments, à l'image de son aïeul Andrea. Il élabore par exemple la forme du grand patron pour les violons, inscrivant sa pratique dans le développement de violons plus grands et plus puissants. Ensuite, son activité d'enseignement de la lutherie marque durablement la ville de Crémone. En plus de former son fils Girolamo pour assurer la continuité des instruments Amati, Niccolò Amati forme Andrea Guarneri. Par ailleurs, les jeunes Antonio Stradivari et Francesco Rugeri ont vraisemblablement travaillé et reçu un enseignement sous la direction de Niccolò Amati.

### XXIesiècle
Malgré sa notoriété internationale, la lutherie artisanale pratiquée à Crémone rencontre plusieurs problématiques, axées notamment sur la faible taille du marché des violons et le coût important des instruments.
Tout d'abord, la demande en instruments artisanaux de cette qualité diminuent depuis la fin des années 1980. Les luthiers expliquent ce phénomène par la diminution des commandes provenant des théâtres et des orchestres (qui sont eux-mêmes touchés par une diminution de leur activité liée à la musique classique) ainsi que par l'intérêt des musiciens professionnels pour les instruments plus anciens.
Sur le plan technique et économique, en plus de devoir s’adapter à la concurrence semi-industrielle ou industrielle, les luthiers locaux font face à la mondialisation du commerce des biens manufacturés,. Ainsi, la Chine est devenue le premier exportateur mondial d'instruments à archets : 1,5 million en 2019. Destinés principalement aux débutants, les violons chinois sont fabriqués en série, avec des matériaux de moindre qualité et en devant respecter moins de contraintes règlementaires (les violons étant en bois, les problèmes liés à la déforestation affectent ce milieu). Ces instruments sont ensuite revendus à des sommes bien inférieures pour des sommes entre 50 et 100 fois inférieures aux instruments artisanaux faits à Crémone. Par ailleurs, la lutherie de Crémone est confrontée à la contrefaçon : certains fabricants vendant des pièces étrangères comme étant fabriquées à Crémone.
Finalement, le nombre de luthiers à Crémone au début du XXIe siècle (près de 300) exacerbe la concurrence entre professionnels et favorise parfois le travail au noir. Les jeunes artisans expliquent ainsi qu'il est difficile de se construire une réputation dans ce milieu.
En 2020, la pandémie de Covid-19 affecte sensiblement un secteur déjà fragilisé.

## Renommée
Les instruments à cordes issus de la production crémonaise acquièrent une renommée internationale dès le XVIe siècle. Ce constat est attesté par différents documents qui attestent des volontés d'acquisition de ces instruments, de leur valeur financière ainsi que de leur rôle de modèle et d'étalon qualitatif dans les publications encyclopédiques et pour la publicité. Ainsi, que ce soit en France ou en Angleterre, les instruments fabriqués à Crémone sont recherchés par les musiciens royaux dès cette période. Outre l'intérêt pour leur acquisition, Jean-Philippe Échard rapporte que les sommes données aux musiciens par leurs mécènes pour se procurer un instrument crémonais ou les estimations du patrimoine des musiciens faites à leur mort mentionnent des valeurs très élevées, de l'ordre de 4 à 10 fois la valeur d'autres instruments plus courants. Par ailleurs, Edward Phillips rapporte dans son Dictionnaire de 1678 la qualité et la renommée des violons de Crémone. Enfin, les luthiers locaux (ex : Paris) fabriquent des instruments en s'inspirant des techniques en vigueur dans la ville italienne et utilisent la renommée de ces artisans pour faire la publicité de leur fabrication. 

## Inscription au patrimoine culturel immatériel de l'humanité (UNESCO)
La technique de fabrication traditionnelle des violons par les luthiers de Crémone a été déclaré au patrimoine culturel immatériel de l'humanité par l'UNESCO en 2012 sous l'intitulé « Savoir-faire traditionnel du violon à Crémone » (nom officiel en italien : « Saperi e saper fare liutario della tradizione cremonese »). Dans son descriptif, l'UNESCO insiste sur la renommée (et son ancienneté) des luthiers crémonais, l'importance de la transmission des techniques (école de lutherie, apprentissage des élèves auprès des maîtres dans un atelier) et la préservation d'une conception artisanale et qualitative des instruments (absence de techniques industriels, caractère unique de chaque instrument, sélection des matériaux).

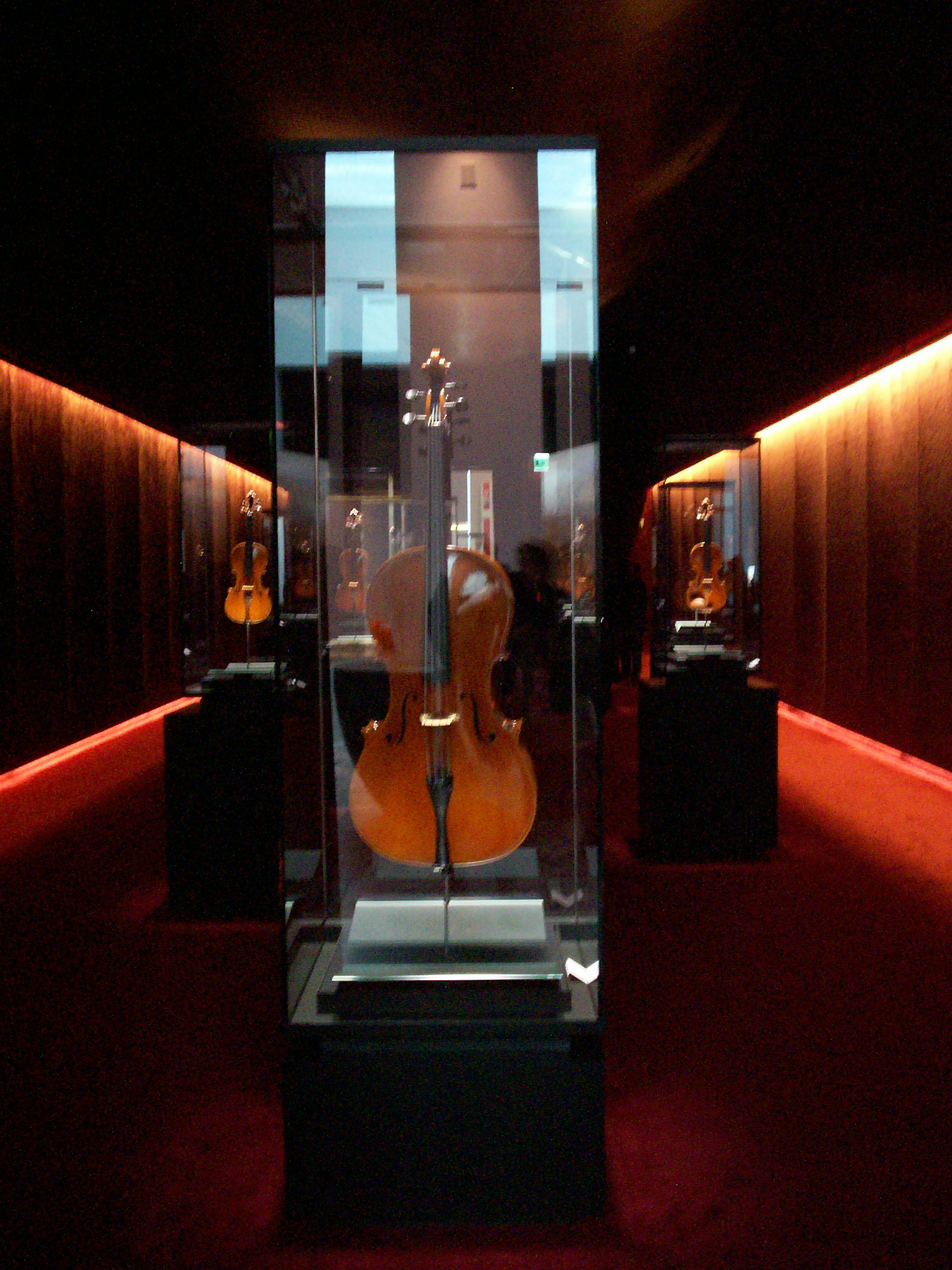
La boîte aux trésors au Musée du Violon de Crémone.